# Канчели, Саломе Александровна
Саломе Александровна Канчели (груз. სალომე ყანჩელი; 14 мая 1921, Тифлис — 11 декабря 1985, Тбилиси) — грузинская советская актриса

 театра и кино, Заслуженная артистка Грузинской ССР, Народная артистка Грузинской ССР (1967).

## Биография
Родилась в семье писателя и общественного деятеля Сандро Канчели и его второй жены Елены Шенгелая, сестры режиссёра Николоза Шенгелая.
С детства увлекалась театральным искусством. После окончания Тбилисского театрального института была приглашена на работу в Тбилисский драматический театр им. К. Марджанишвили (1946—1948). В 1948—1956 годах выступала в театре Сухуми. С 1956 г. До конца жизни — артистка Грузинского театра имени Шота Руставели.
Снималась в кино.

## Избранные театральные роли
- Цабу (Шалва Дадиани, «Искра»),
- Эсма (Георгий Церетели, «Первый шаг»),
- Няня (Александр Казбеги, «Хевисбери Гоча»),
- Мирандолина (Карло Гольдони, «Трактирщица»)
- и другие.

Обладала ярким талантом, высоким сценическим мастерством, тонкостью и женской красотой. Артистка мастерски воплотила в драматических образах разные сценические образы. Играла и трагические, и комедийные роли.

## Фильмография
- 1958 : Две семьи — Лия
- 1959 : Вражда (анимационный фильм)
- 1960 : Повесть об одной девушке — Минадора
- 1968 : Необыкновенная выставка — Кетеван, вдова кузнеца Савле
- 1975 : Любовь с первого взгляда — Асиад, мать Мурада
- 1977 : Мачеха Саманишвили — Дарико, сестра Платона
- 1978 : Несколько интервью по личным вопросам — Маро, вторая тётя Софико
- 1979 : Ричард III (фильм-спектакль) — Елизавета

## Личная жизнь
- В первом браке (1943—1945) была замужем за народным артистом СССР Георгием Товстоноговым.
  - Сын — режиссёр Александр Товстоногов.
    - Внуки — Георгий (1975—2012), театральный режиссёр; Василий[2], Арсений.

  - Сын — Николай Товстоногов (род. 1945), с 1990-гг. живёт в Израиле, организатор шахматных турниров[3].
- Во втором браке замужем за Отаром Литанишвили (15.02.1923 — 29.09.2003), в молодости — футболист в клубах «Локомотив» (Тбилиси), «Динамо» (Кутаиси), позднее — художник-декоратор и архитектор, в 1992—1993 — мэр Тбилиси.
  - Сын Отар